# Ernst Fegté
Ernst Fegté (Amburgo, 28 settembre 1900 – Los Angeles, 15 dicembre 1976) è stato uno scenografo tedesco che lavorò a circa cento tra film e serie TV tra il 1925 e il 1975.
Vinse il Premio Oscar nella categoria migliore scenografia nel 1946 per L'avventura viene dal mare (in condivisione con Hans Dreier e Sam Comer), ricevendo altre tre volte la candidatura agli Oscar nella stessa categoria: nel 1944, nel 1945 e nel 1951.

## Filmografia parziale
- The Shock Punch, regia di Paul Sloane (1925)
- Wild, Wild Susan, regia di A. Edward Sutherland (1925)
- Womanhandled, regia di Gregory La Cava (1925)
- In Old Kentucky, regia di John M. Stahl (1927)
- The Talk of Hollywood, regia di Mark Sandrich (1929)
- Black and Tan, regia di Dudley Murphy (1929)
- Campus Sweethearts, regia di James Leo Meehan (1930)
- General Ginsberg, regia di Mark Sandrich (1930)
- The Golf Specialist, regia di Monte Brice (1930)
- Animal Crackers, regia di Victor Heerman (1930)
- La morte in vacanza (Death Takes a Holiday), regia di Mitchell Leisen (1934)
- We're Not Dressing, regia di Norman Taurog (1934)
- Il mistero del varietà (Murder at the Vanities), regia di Mitchell Leisen (1934)
- Il tempio del dottor Lamar (Kiss and Make-Up), regia di Harlan Thompson (1934)
- La signorina curiosa (Ladies Should Listen), regia di Frank Tuttle (1934)
- La granduchessa e il cameriere (Here Is My Heart), regia di Frank Tuttle (1934)
- Vissi d'arte (Enter Madame), regia di Elliott Nugent (1935)
- Una notte al castello (Paris in Spring), regia di Lewis Milestone (1935)
- La rosa del sud (So Red the Rose), regia di King Vidor (1935)
- Accent on Youth, regia di Wesley Ruggles (1935)
- Rose of the Rancho, regia di Marion Gering (1936)
- Anything Goes, regia di Lewis Milestone (1936)
- Resa d'amore (The Princess Comes Across), regia di William K. Howard (1936)
- Il generale morì all'alba (The General Died at Dawn), regia di Lewis Milestone (1936)
- Valiant Is the Word for Carrie, regia di Wesley Ruggles (1936)
- Valzer champagne (Champagne Waltz), regia di A. Edward Sutherland (1937)
- Swing High, Swing Low, regia di Mitchell Leisen (1937)
- Incontro a Parigi (I Met Him in Paris), regia di Wesley Ruggles (1937)
- Un colpo di fortuna (Easy Living), regia di Mitchell Leisen (1937)
- Exclusive, regia di Alexander Hall (1937)
- The Big Broadcast of 1938, regia di Mitchell Leisen e, non accreditato, James P. Hogan (1938)
- Ritmi a scuola (College Swing), regia di Raoul Walsh (1938)
- You and Me, regia di Fritz Lang (1938)
- Sing, You Sinners, regia di Wesley Ruggles (1938)
- Artists and Models Abroad, regia di Mitchell Leisen (1938)
- Cafe Society, regia di Edward G. Griffith (1939)
- Tira a campare! (Never Say Die), regia di Elliott Nugent (1939)
- Invitation to Happiness, regia di Wesley Ruggles (1939)
- Honeymoon in Bali, regia di Edward H. Griffith (1939)
- The Night of Nights, regia di Lewis Milestone (1939)
- The Great Victor Herbert, regia di Andrew L. Stone (1939)
- Safari, regia di Edward H. Griffith (1940)
- Queen of the Mob, regia di James P. Hogan (1940)
- Rhythm on the River, regia di Victor Schertzinger (1940)
- I Want a Divorce, regia di Ralph Murphy (1940)
- Virginia, regia di Edward H. Griffith (1941)
- Lady Eva (The Lady Eve), regia di Preston Sturges (1941)
- Una notte a Lisbona (One Night in Lisbon), regia di Edward H. Griffith (1941)
- Birth of the Blues, regia di Victor Schertzinger (1941)
- Passaggio a Bahama (Bahama Passage), regia di Edward H. Griffith (1941)
- La fortezza s'arrende (The Fleet's In), regia di Victor Schertzinger (1942)
- Signorine, non guardate i marinai (Star Spangled Rhythm), regia di George Marshall e, non accreditato, A. Edward Sutherland (1942)
- Ho sposato una strega (I Married a Witch), regia di René Clair (1942)
- Ritrovarsi (The Palm Beach Story), regia di Preston Sturges (1942)
- Il disertore (Lucky Jordan), regia di Frank Tuttle
- Quando eravamo giovani (Young and Willing), regia di Edward H. Griffith (1943)
- I cinque segreti del deserto (Five Graves to Cairo), regia di Billy Wilder (1943)
- Riding High, regia di George Marshall (1943)
- Il miracolo del villaggio (The Miracle of Morgan's Creek), regia di Preston Sturges (1944)
- La casa sulla scogliera (The Uninvited), regia di Lewis Allen (1944)
- The Great Moment, regia di Preston Sturges (1944)
- L'avventura viene dal mare (Frenchman's Creek), regia di Mitchell Leisen (1944)
- Il pirata e la principessa (The Princess and the Pirate) (1944)
- L'uomo meraviglia (Wonder Man), regia di H. Bruce Humberstone (1945)
- Dieci piccoli indiani (And Then There Were None), regia di René Clair (1945)
- Specter of the Rose, regia di Ben Hecht (1946)
- London Town, regia di Wesley Ruggles (1946)
- Tre figli in gamba (Christmas Eve), regia di Edwin L. Marin (1947)
- La strada della felicità (On Our Merry Way), regia di Leslie Fenton, King Vidor, John Huston, George Stevens (1948)
- Non fidarti di tuo marito (An Innocent Affair), regia di Lloyd Bacon (1948)
- Uomini sulla luna (Destination Moon), regia di Irving Pichel (1950)
- Una pistola tranquilla (The Quiet Gun), regia di William F. Claxton (1957)
- Tarzan and the Trappers, regia di Charles F. Haas, Sandy Howard e, non accreditato, H. Bruce Humberstone - tv movie (1958)
- Desiderio nella polvere (Desire in the Dust), regia di William F. Claxton (1960)